# Солнечнодолинский сельский совет
Солнечнодолинский сельский совет (укр. Сонячнодолинська сільська рада, крымскотат. Qoz köy şurası) — административно-территориальная единица в подчинении Судакского горсовета в составе АР Крым Украины (фактически до 2014 года), ранее до 1991 года — в составе Крымской области УССР в СССР, до 1954 года — в составе Крымской области РСФСР в СССР, до 1945 года — в составе Крымской АССР РСФСР в СССР. Население по переписи 2001 года — 2158 человек, площадь совета 29 км². Территория бывшего сельсовета расположена к западу от Судака на берегу Чёрного моря и склонах горы Меганом.
К 2014 году сельсовет состоял из 4 сёл:
- Богатовка
- Миндальное
- Прибрежное
- Солнечная Долина

## История
Козский сельсовет был образован в начале 1920-х годов в составе Судакского района. По результатам всесоюзной переписи 17 декабря 1926 года сельский совет включал единственный населённый пункт Козы с населением 1786 человек. Указом Президиума Верховного Совета РСФСР от 21 августа 1945 года Козский сельсовет был переименован в Лагерновский. С 25 июня 1946 года сельсовет в составе Крымской области РСФСР, а 26 апреля 1954 года Крымская область была передана из состава РСФСР в состав УССР. На 15 июня 1960 года в составе Лагерновского сельсовета числились следующие населённые пункты, то есть, имело уже современный состав:
- Богатовка
- Лагерное
- Миндальное
- Прибрежное

В период с 1960 по 1968 годы село Лагерное было переименовано в Солнечную Долину, в связи с чем сельсовет также был преобразован в Солнечнодолинский. Указом Президиума Верховного Совета УССР «Об укрупнении сельских районов Крымской области», от 30 декабря 1962 года Судакский район был упразднён и совет включили в состав Алуштинского района. 1 января 1965 года, указом Президиума ВС УССР «О внесении изменений в административное районирование УССР — по Крымской области» Солнечнодолинский сельсовет предан в состав Феодосийского горсовета. В 1979 году был воссоздан Судакский район и сельсовет передали в его состав. С 12 февраля 1991 года сельсовет в восстановленной Крымской АССР. Постановлением Верховного Совета Автономной Республики Крым от 9 июля 1991 года Судакский район был ликвидирован, создан Судакский горсовет, которому переподчинили сельсовет. 26 февраля 1992 года переименованной в Автономную Республику Крым. С 21 марта 2014 года в составе Крыма аннексирован Россией.
В рамках российского административно-территориального деления Крыма, созданного в 2014 году, Солнечнодолинский сельский совет был упразднён, а его территория входит в городской округ Судак; в структуре администрации Судака создан территориальный орган, полномочия которого распространяются на территорию упразднённого совета.